# Jautarkol
Luis de Jáuregui Echenagusía, o en euskera Koldobika Jauregi Etxenagusia, conocido como "Jautarkol" (Rentería, 21 de junio de 1896 - Zarauz,  2 de febrero de 1971), fue un clérigo y escritor español en euskera.
Estudió la carrera eclesiástica en Comillas. Licenciado en Derecho Canónico y doctor en Teología. Párroco de Salinillas de Buradón (Álava), Alzo, Anoeta, Machinventa y Urrestilla (Azpeitia). Desde 1958 fue capellán de las Carmelitas Descalzas de Zarauz.
Colaboró en la revista Zeruko Aria, en el semanario Argia, en Argia'ren Egutegia (entre 1922 y 1936), y en las revistas Yakintza y Euzko Gogoa, con poesías en euskera. Colaborador igualmente del diario donostiarra El Día. Entre 1926 y 1934 obtuvo primeros premios de poesía en diversos certámenes y concursos organizados por Euskal Esnalea y el semanario Argia.
En 1935, en el certamen del Día de la Poesía Vasca celebrado en Begoña, fue galardonado con el ramo de plata por su poesía lírica Maite-Opari. Entre 1929 y 1936 dio varias conferencias en euskera sobre el bertsolari Xenpelar, el pasado y el porvenir de la literatura vasca y sobre la obra del poeta "Loramendi". Tras la guerra civil, partió hacia el exilio. Su obra Loramendi Olerkaria, aren garai barruan ikusia ta aztertua consiguió el primer premio de crítica literaria en el certamen celebrado sobre la obra poética de "Loramendi", en 1959. Sus publicaciones más conocidas son: Biozkadak (1929), Egizko Edertasuna (1923), Ipuiak (1924) y Xenpelar bertsolaria (1960).